# Sander Schelberg
Sander Willem Johan Gerard Schelberg (De Engel, 8 januari 1965) is een Nederlands bestuurskundige, politicus en bestuurder. Hij is lid van de VVD. Sinds 1 oktober 2012 is hij burgemeester van Hengelo.

## Biografie
Zijn vader, W.L.G. Schelberg, was directeur van de Katholieke Jeugdbeweging van het bisdom Rotterdam en naast voorzitter van de plaatselijke afdeling van de Katholieke Volkspartij (KVP) ook gemeenteraadslid in Lisse. In 1969 verhuisde het gezin naar Het Stift toen zijn vader burgemeester van Weerselo was geworden wat deze tot 1995 zou blijven. Sander Schelberg groeide op in Twente en studeerde bestuurskunde; van 1984 tot 1990 aan de Hogeschool Enschede en daarna aan de Rijksuniversiteit Leiden. Na zijn afstuderen in 1992 had hij verschillende functies bij het Directoraat-generaal Openbaar Bestuur en Openbare Orde en Veiligheid van het ministerie van Binnenlandse Zaken. In 1998 stapte hij over naar de Vereniging van Nederlandse Gemeenten (VNG) waar hij als beleidsadviseur werkte.
In navolging van zijn vader was hij daarnaast ook politiek actief, al was dat niet voor de KVP/CDA maar voor de VVD. Zo werd hij in 1992 fractie-assistent van de VVD-fractie in de Provinciale Staten van Zuid-Holland en was hij van 1995 tot 1999 ook zelf lid van die Provinciale Staten. Daarnaast was Schelberg vanaf 1997 ook lid van de gemeenteraad van Den Haag. In juli 2002 was hij met zijn benoeming tot burgemeester van Schermer destijds de jongste burgemeester van Nederland. Vier jaar later, eind augustus 2006 werd hij burgemeester van de gemeente Teylingen wat grenst aan de gemeente Lisse waar hij geboren is. De gemeente Teylingen was op 1 januari van dat jaar ontstaan bij de fusie van de gemeenten Sassenheim, Voorhout en Warmond. In de periode tussen die fusie en de benoeming van Schelberg was zijn partijgenoot Jeroen Staatsen daar waarnemend burgemeester.
Op 5 juli 2012 droeg de gemeenteraad van de Overijsselse gemeente Hengelo Schelberg voor als de nieuwe burgemeester, welke benoeming op 1 oktober van dat jaar inging. Schelberg was sinds 2003 voorzitter van de Landelijke Organisatie van Politie Vrijwilligers (LOPV). In december 2013 heeft hij het voorzitterschap van de LOPV neergelegd en is toen door de vereniging benoemd tot erelid.

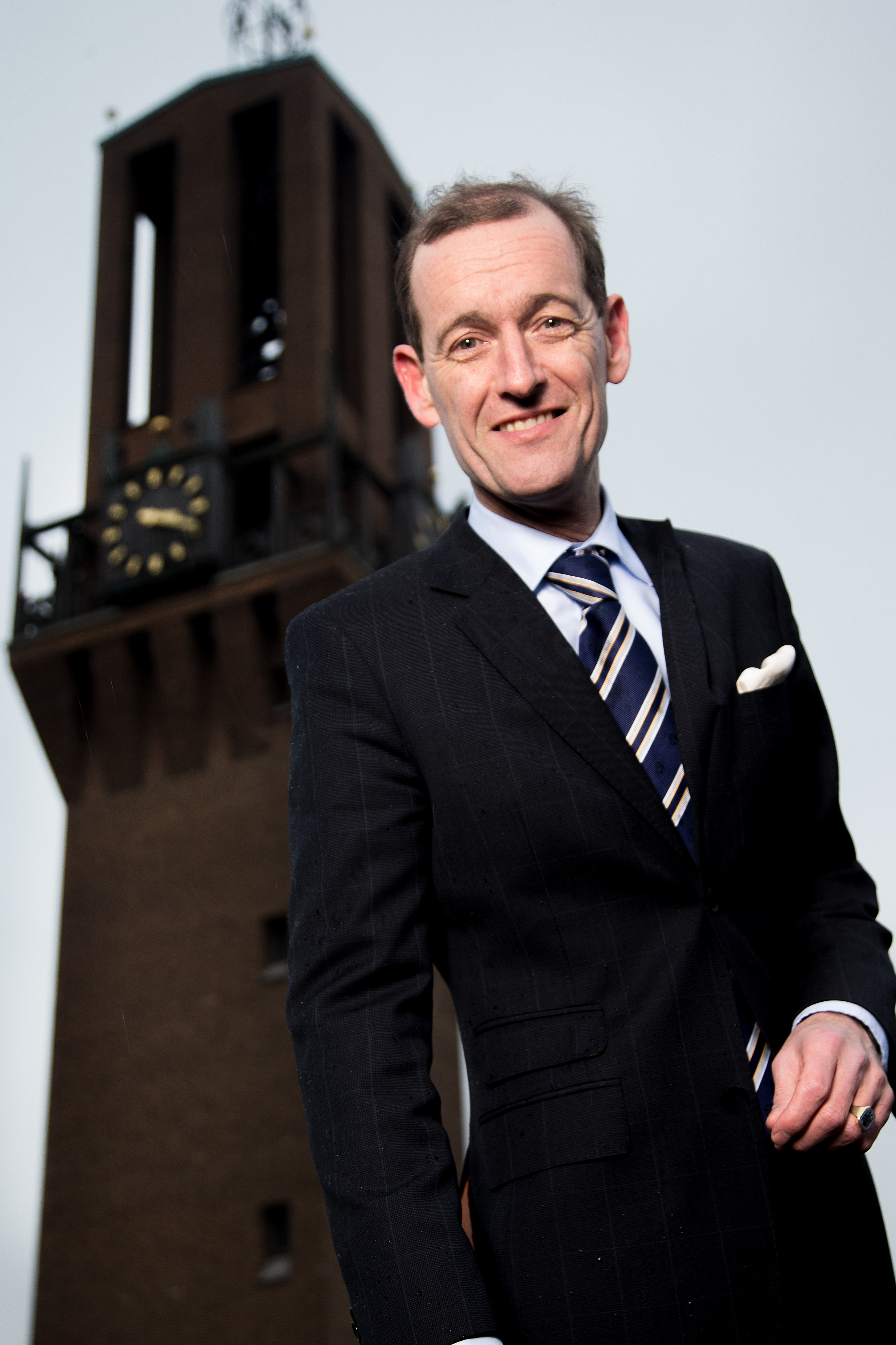
Sander Schelberg (2014)

## Onderscheidingen
- Ridder in de Orde van het Heilig Graf

## Persoonlijk
Schelberg is gehuwd, heeft twee zoons en twee dochters en is rooms-katholiek.